# 2010年冬季奥林匹克运动会埃塞俄比亚代表团
2010年冬季奥林匹克运动会埃塞俄比亚代表团于2010年2月参加了在加拿大温哥华举行的第21届冬奥会。这是埃塞俄比亚第二次参加冬奥会，与四年前一样，埃塞俄比亚只派出了越野滑雪运动员罗贝尔·雷马里安参赛。雷马里安最终在15千米自由式越野滑雪比赛中取得第93名。

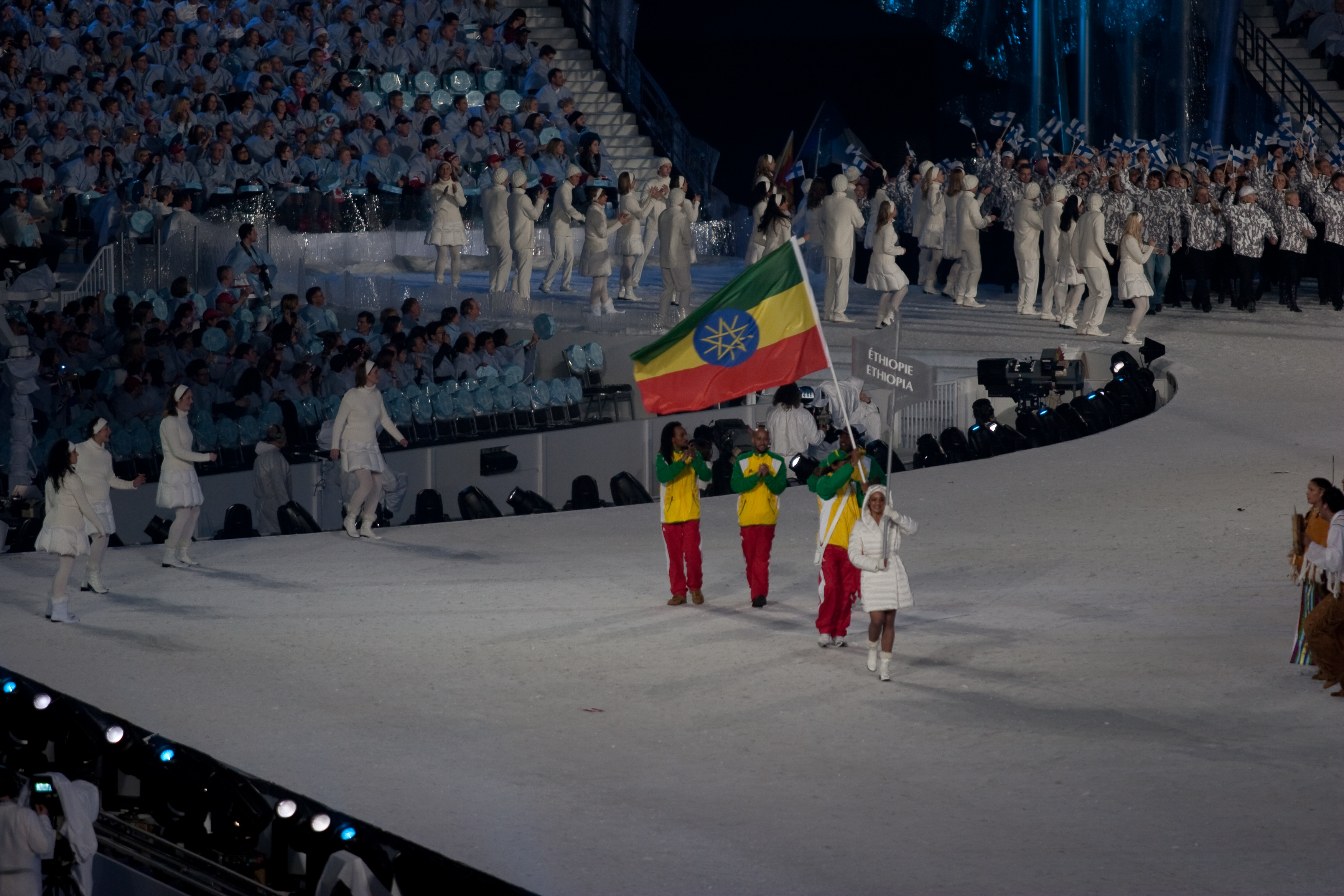
开幕式上埃塞俄比亚代表团入场

## 背景
埃塞俄比亚第一次参加夏季奥运会是在1956年的澳大利亚墨尔本奥运会上。除1976年、1984年和1988年外，埃塞俄比亚参加了此后的每届夏季奥运会。2006年的意大利都灵冬奥会是埃塞俄比亚第一次参加冬季奥运会，埃塞俄比亚仅派出罗贝尔·雷马里安一人，参加越野滑雪比赛，最终取得第83名。与四年前一样，埃塞俄比亚仅派出雷马里安参加该届冬奥会。他出生于埃塞俄比亚，在美国纽约普莱西德湖生活时开始学习滑雪，之后回到埃塞俄比亚并参与建立埃塞俄比亚滑雪协会。雷马里安还被选为开幕式与闭幕式上的旗手。

## 越野滑雪
参加温哥华冬奥会时，罗贝尔·雷马里安已经35岁。他以在亚的斯亚贝巴街头滑旱冰的方式进行训练。他说他在温哥华冬奥会上的目标是“在意大利冬奥会的基础上更进一步，激励埃塞俄比亚的年轻人追随他的足迹”。2010年2月15日，他参加了男子15公里自由式越野滑雪比赛，以45分18秒的成绩完赛，与金牌得主的成绩相差近12分钟。在完成比赛的95名选手中，他排在第93位。
| 运动员          | 项目             | 结果    | 结果 | 结果 |
| 运动员          | 项目             | 时间    | 名次 |      |
| --------------- | ---------------- | ------- | ---- | ---- |
| 罗贝尔·雷马里安 | 男子15公里自由式 | 45:18.9 | 93   |      |